# 서소문고가도로
서소문고가도로(西小門高架道路)는 서울특별시 중구 순화동 6번지부터 중림동 406번지까지를 잇는 492 m 길이의 고가 차도이다. 아현고가도로보다 이른 1966년 6월 25일 개통되었다.
2025년 9월 21일부터 철거 될 예정이다.
2028년에 재개통 될 예정이다.

## 같이 보기
- 김현옥
- 서소문로
- 서울역고가도로
- 아현고가도로
- 서대문고가도로
- 영등포고가차도